# Volo China Airlines 358
Il volo China Airlines 358 era un volo per trasporto merci internazionale dall'aeroporto di Taipei-Taoyuan, Taiwan, all'aeroporto Internazionale di Anchorage-Ted Stevens, Stati Uniti d'America. Il 29 dicembre 1991, un Boeing 747-200 operante su tale tratta precipitò nel distretto di Wanli, Taiwan, a seguito del distacco di due motori. Tutti i 5 membri dell'equipaggio a bordo persero la vita nel disastro.

## L'aereo
Il velivolo coinvolto era un Boeing 747-2R7F, marche B-198, numero di serie 22390, numero di linea 482. Volò per la prima volta il 30 settembre 1980, venne consegnato a Cargolux il 10 ottobre dello stesso anno e ceduto a China Airlines il 2 giugno 1985. Era alimentato da 4 motori turboventola Pratt & Whitney JT9D-7R4. Al momento dell'incidente, l'aereo aveva circa undici anni e aveva accumulato 45 868 ore di volo in 9 094 cicli di decollo-atterraggio.

## L'incidente
Diversi minuti dopo il decollo da Taoyuan, l'equipaggio riportò di problemi al motore numero 2, spingendo il controllore del traffico aereo (ATC) di Taipei ad autorizzare il volo a virare a sinistra per tornare all'aeroporto di partenza. Circa due minuti dopo, i piloti riferirono di non essere in grado di virare a sinistra. Di conseguenza, l'ATC autorizzò una svolta verso destra. Questo fu l'ultimo contatto radio effettuato dall'equipaggio, che perse il controllo del velivolo. Alle 15:05 ora locale, il Boeing 747 colpì con l'ala destra una collina nel distretto di Wanli, a un'altitudine di circa 700 piedi (210 m). Tutti e cinque i membri dell'equipaggio morirono nell'incidente.

## Le indagini
Le indagini rivelarono che il motore numero 3 e il suo pilone si separarono dall'aereo e colpirono il motore numero 4, staccando anch'esso dall'ala. Un'indagine più dettagliata rivelò che i raccordi del pilone, che lo attaccavano alla parte inferiore del longherone anteriore dell'ala, cedettero. Le ricerche del motore numero 3 e del suo pilone, che caddero in mare, durarono diversi mesi. Il motore fu trovato nel luglio del 1992 nello stretto di Formosa, il pilone nell'aprile del 1993.
Le informazioni provenienti dalle indagini su questo incidente e su quello quasi identico del volo El Al 1862, avvenuto 10 mesi dopo, portarono la Boeing a ordinare modifiche ai piloni di ogni Boeing 747 in uso.
L'aereo era lo stesso coinvolto nel dirottamento del volo China Airlines 334, avvenuto il 3 maggio 1986.